# Branislav Jelenković
Branislav Jelenković (en serbe cyrillique : Бранислав Јеленковић ; né le 29 octobre 1950 à Novi Sad) est un physicien serbe. Depuis 2012, il est membre correspondant de l'Académie serbe des sciences et des arts.
Ses domaines de recherches sont la physique quantique et l'optique non linéaire.

## Biographie
Branislav Jelenković est professeur à la Faculté de physique de l'université de Belgrade.
Il a reçu le prix du National Research Council américain en 2003 et, à partir de 2010, il a été chercheur invité au Massachusetts Institute of Technology (MIT). Il est actuellement directeur du Centre de photonique de l'Institut de physique de l'université de Belgrade,.